# Frances Parker
Frances Mary « Fanny » Parker, née le 24 décembre 1875 à Otago et morte le 19 janvier 1924 à Arcachon, est une suffragette britannique originaire de Nouvelle-Zélande. Elle est une figure majeure du mouvement écossais pour le droit de vote des femmes. Elle est particulièrement connue pour sa tentative échouée de mise à feu de la maison natale du poète Robert Burns. Elle fut incarcérée à plusieurs reprises pour ses actions militantes et nourrie de force en prison.

## Jeunesse
Née à Little Roderick, Otago en Nouvelle-Zélande, Frances Parker est l'une des cinq enfants de Harry Rainy Parker et de son épouse, Frances Emily Jane Kitchener. La famille vit à Waihao Downs Homestead de 1870 à 1895 avant de s'installer à Little Roderick. Little Roderick est une division de Station Peak, située au Nord du fleuve Waitaki, dans la région de Waimate. France Parker est issue d'une famille aisée. Elle était l'une des nièces de Lord Kitchener, maréchal dans l'armée britannique, qui a financé ses études universitaires. Lord Kitchener a plus tard déclaré être « dégoûté » par l'implication de sa nièce dans le mouvement des suffragettes. 
Frances Parker a quitté la Nouvelle-Zélande en 1896 pour étudier au Newnham College, à Cambridge. Elle est diplômée en 1899 puis devient enseignante pendant plusieurs années en France et en Nouvelle Zélande.

## Engagement féministe
Lorsqu'elle retourne en Grande-Bretagne, Frances Parker s'engage pour le droit de vote des femmes, d'abord avec le Scottish Universities Women's Suffrage Union puis aux côtés d'Emmeline Pankhurst à la Women's Social and Political Union, dont elle est l'une des responsables de 1912 à 1914. 
Frances Parker a pris part dans de nombreuses actions militantes qui lui ont valu d'être emprisonnée à plusieurs reprises. En mars 1912, elle est condamnée à quatre mois de détention à la prison de femmes de Holloway, à Londres, pour avoir volontairement détruit des fenêtres lors d'un événement organisé par la WSPU. Comme de nombreuses suffragette de l'époque, Frances Parker pratique la grève de la faim dans le but de sortir de prison. Elle est parfois nourrie de force. Frances Parker a également été emprisonnée pour s'être introduit au Music Hall d'Aberdeen dans l'intention d'interrompre une apparition du chancelier de l'Échiquier David Lloyd George. 

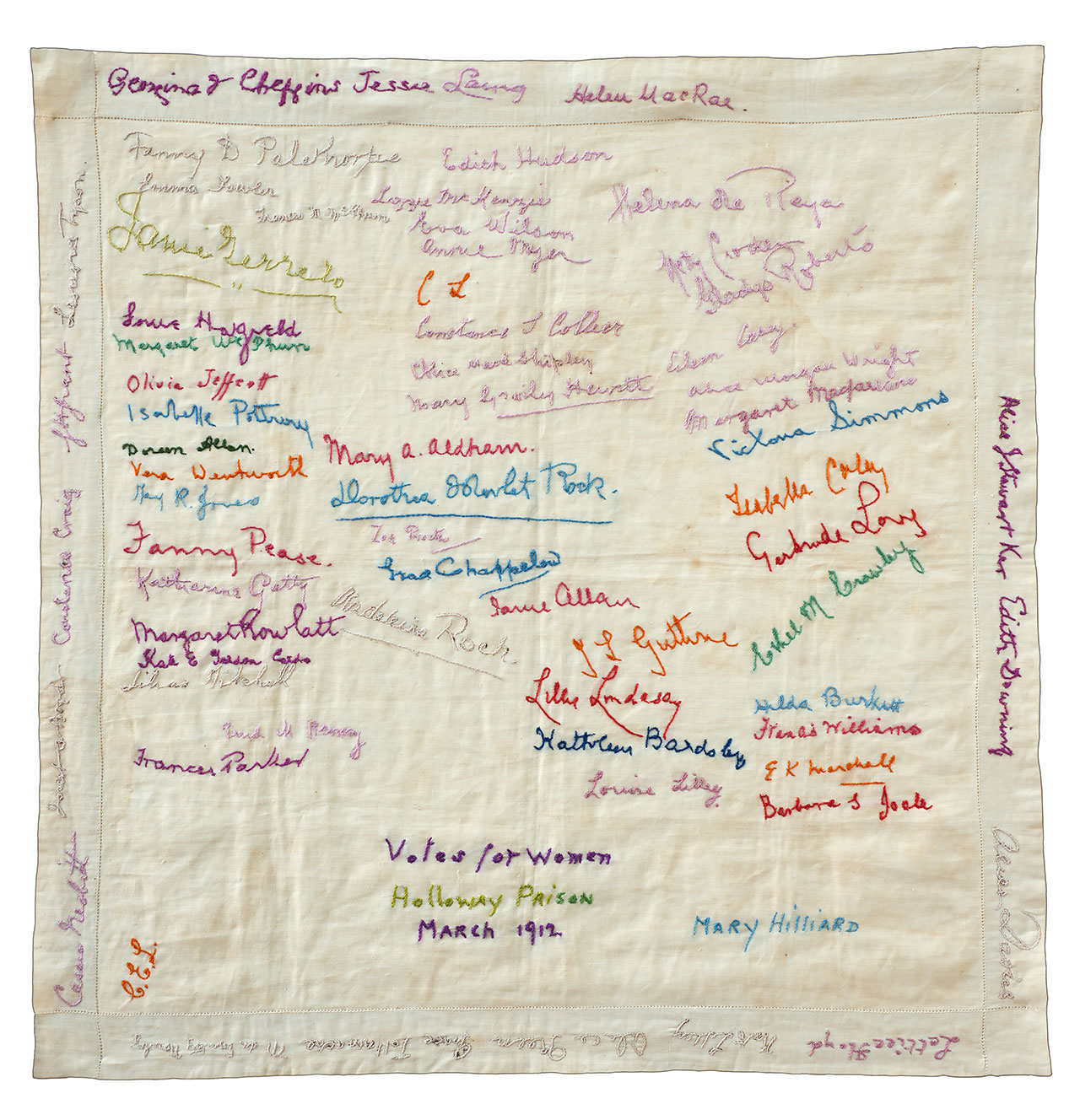
Frances Parker est signataire du mouchoir des suffragettes.

En 1914, le mouvement des suffragettes est devenu extrêmement violent, notamment avec le bombardement et les incendies volontaires de plusieurs bâtisses en Grande-Bretagne. En juillet 1914, Frances Parker et Ethel Moorhead tentent de mettre feu au Burns Cottage, maison natale du poète écossais Robert Burns, à Alloway. Le gardien de nuit arrête Frances Parker tandis qu'Ethel Moorhead parvient à s'enfuir. Pendant sa détention, Frances Parker se lance dans une nouvelle grève de la faim. Les autorités carcérales lui infligent un gavage brutal, d'abord par la bouche puis par le rectum, qui occasionne de sévères blessures. Elle est gravement blessée lorsqu'elle est finalement transférée en infirmerie, mais elle parvient tout de même à s'échapper. La Première Guerre mondiale éclate avant qu'elle ne soit capturée à nouveau. En août 1914, le gouvernement britannique amnistie les suffragettes, et Frances Parker cesse ses activités militantes. 
Pendant la guerre, Frances Parker rejoint le corps auxiliaire féminin de l'armée britannique (Queen Mary's Army Auxiliary Corps). Son engagement est honoré par une nomination d'officier de ordre de l'Empire britannique (OBE). Après la guerre, elle s'installe à Arcachon, où elle meurt en 1924.

## Postérité
En 2014, Victoria Bianchi écrit CauseWay, une pièce de théâtre basée sur la tentative d'incendie du Burns Cottage, la maison natale de Robert Burns par Frances Parker et Ethel Moorhead 100 ans plus tôt. La pièce est jouée au Burns Cottage, devenu un musée consacré au poète écossais. 
En 2016, le musée néo-zélandais Te Papa Tongarewa fait l'acquisition de la Hunger Strike Medal décernée à Frances Parker pour son activité de suffragette, au cours d'une vente aux enchères qui se déroule en Écosse. Elle serait la seule médaille d'une suffragette liée à la Nouvelle Zélande.